# Жойс Ломаліса
Жойс Ломаліса (фр. Joyce Lomalisa, нар. 18 червня 1993) — конголезький футболіст, захисник клубу «Віта Клуб».
Виступав, зокрема, за клуб «Віта Клуб», а також національну збірну Демократичної Республіки Конго.

## Клубна кар'єра
У дорослому футболі дебютував 2013 року виступами за команду клубу «Віта Клуб», кольори якої захищає й донині. В сезоні 2014/15 років у складі клубу став переможцем Лінафут (вищий дивізіон чемпіонату ДР Конго з футболу).

## Виступи за збірну
6 листопада 2015 року дебютував у складі національної збірної Демократичної Республіки Конго в товариському матчі проти Замбії (перемога з рахунком 3:0), Жойс вийшов на поле в стартовому складі та відіграв увесь поєдинок. Наразі провів у формі головної команди країни 22 матчі.
Брав участь в Чемпіонаті африканських націй 2016 у Руанді. Збірна ДРК стала переможцем турніру, перегравши в фіналі збірну Малі. Також брав участь у Кубку КОСАФА в Намібії. На тому турнірі збірна ДР Конго посіла 4-те місце.
В січні 2017 року головний тренер збірної ДР Конго Флорен Ібенге викликав для участі в Кубку африканських націй 2017 року у Габоні. У першому матчі групового етапу турніру проти Марокко вийшр=ов на поле на 65-ій хвилині, а на 81-ій хвилині отримав червону картку.

## Досягнення

### Клубні
- Лінафут (АС Віта Клуб)
  -  Чемпіон (1): 2015

### В збірній
- Чемпіонат африканських націй
  -  Володар (1): 2016